# Captain Ginyu Saga
De Captain Ginyu Saga is een van de saga's van de animeserie Dragonball Z. In de Captain Ginyu Saga nemen de Z-strijders het op tegen captain Ginyu, leider van de Ginyu Force. Het artikel is ingedeeld in verschillende fases van de saga.

## Goku vs. Ginyu
Goku neemt het op tegen Ginyu, deze vindt het vechten op zich onnodig en stelt voor dat Goku tot zijn maximum oplaadt. Goku gaat hierop in en gaat tot zijn maximum, wat serieus hoger is dan dat van Ginyu (180,000 vs. 120,000), waarop deze zijn speciale troef uit de kast haalt: de ware kracht van de Ginyu Force. Ginyu bezit de mogelijkheid van lichaam te verwisselen, en dus na zichzelf te verwonden tot bijna dood, verwisselt hij met Goku van lichaam. Ginyu heeft nu een lichaam met powerlevel 180,000 terwijl Goku in een zwaargewond lichaam zit.

## Ginyu is Goku, en Goku is Ginyu
Na van lichaam gewisseld te zijn, gaat Ginyu terug naar Frieza's ruimteschip, waar Gohan, Krillin en Vegeta de dragonballs verstopt hebben. Wanneer Krillin Ginyu ziet, denkt hij dat het Goku is en loopt erop af, al vragend waarom Jeice bij hem is. Gohan voelt echter dat die persoon niet zijn vader is en waarschuwt Krillin. Op dat moment komt Goku ter plaatse en doet Gohan en Krillin tegen Ginyu vechten. Ginyu denkt hen makkelijk aan te kunnen maar hij is niet gewend aan Goku´s lichaam. Hierdoor krijgt hij tegen ieders verwachting in een flink pak slaag vooral als Vegeta zich ermee begint te bemoeien na Jeice te hebben gedood. Ginyu probeert hier van lichaam te wisselen met Vegeta, maar Goku werpt zich ertussen. Ginyu is nu terug in zijn eigen lichaam, en besluit het zo op te nemen tegen Vegeta. Goku's lichaam is echter zo zwaar gewond dat hij ineenstort.

## Ginyu, de kikker
Ginyu laat zich verrot slaan door Vegeta wanneer hij merkt dat deze sterker is dan hijzelf, met het plan om Vegeta's lichaam over te nemen. Vegeta heeft echter niets door, ondanks de waarschuwingen van Goku. Wanneer Goku ziet dat Ginyu begint te veranderen van lichaam smijt hij het eerste dat hij kan vinden tussen Vegeta en Ginyu in, wat een kikker blijkt te zijn. Dit krijgt nog een staartje wanneer het hem kortstondig lukt in Bulma haar lichaam te teleporteren.

## Het wachtwoord voor de dragonballs
Vegeta legt Goku in een herstelkamer. Ondertussen gaat Krillin naar Guru voor het wachtwoord voor de dragonballs om de draak te laten verschijnen. Guru heeft echter Dende eropuit gestuurd met het wachtwoord om de Aardlingen te helpen.